# Gleichnis vom Fischnetz

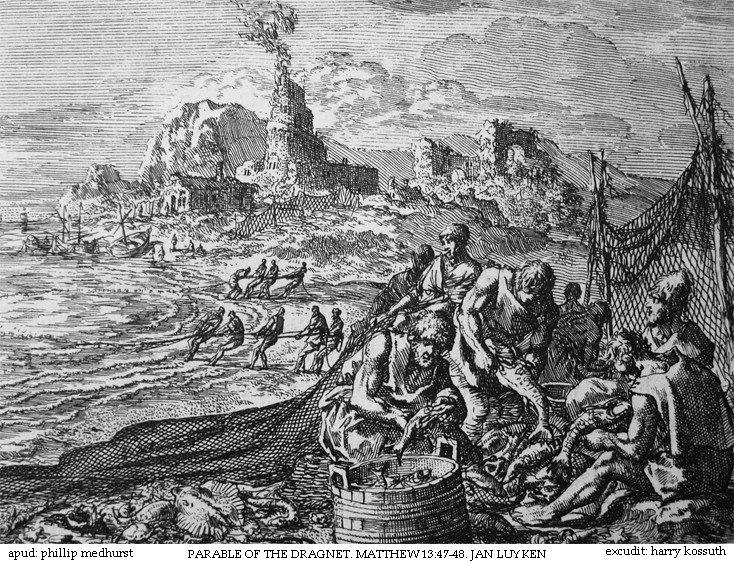
Jan Luyken: Gleichnis vom Fischnetz. Radierung der Bowyer Bible.

Das biblische Gleichnis vom Fischnetz ist ein Gleichnis Jesu, das den Umgang von Fischern mit „schlechten“ und „guten“ Fischen auf die endzeitliche Scheidung von „Bösen“ und „Gerechten“ überträgt. Es findet sich nur im Evangelium nach Matthäus (Mt 13,47–50 ) und ist somit matthäisches Sondergut.

## Wortlaut
Der Text lautet nach der Einheitsübersetzung:

„47 Wiederum gleicht das Himmelreich einem Netz, das ins Meer geworfen ist und Fische aller Art fängt. 48 Wenn es aber voll ist, ziehen sie es heraus an das Ufer, setzen sich und lesen die guten in Gefäße zusammen, aber die schlechten werfen sie weg. 49 So wird es auch am Ende der Welt gehen: Die Engel werden ausgehen und die Bösen von den Gerechten scheiden. 50 und werden sie in den Feuerofen werfen; da wird Heulen und Zähneklappern sein.“

## Auslegung
Die meisten der Ausleger betrachten das Gleichnis vom Fischnetz als eine verkürzte Wiedergabe des Gleichnisses vom Unkraut unter dem Weizen oder als Kommentarschema zur Unkrautparabel.
Eberhard Jüngel betont die in dem Gleichnis vorliegende Differenz zwischen Sammlung (dem Fischfang) und Scheidung (dem Sortieren der Fischer). Diese Differenz sei eschatologisch zu verstehen und das Wesen der Gottesherrschaft.
Darauf deutet auch die bedrohliche Schlussformel vom „Heulen und Zähneklappern,“ die wohl eine redaktionelle Ergänzung durch Matthäus darstellt und den Strafaspekt des Jüngsten Gerichts unterstreicht.